# زیردریایی یو-۱۹۷
زیردریایی یو-۱۹۷ (به انگلیسی: German submarine U-197) یک زیردریایی بود که طول آن ۸۷٫۶ متر (۲۸۷ فوت ۵ اینچ) و ارتفاع آن ۱۰٫۲ متر (۳۳ فوت ۶ اینچ) بود. این زیردریایی در سال ۱۹۴۲ ساخته شد.